# Battaglia di Pankaleia
La battaglia di Pankaleia fu combattuta nel 978 o nel 979 tra l'esercito fedele all'imperatore bizantino Basilio II, comandato da Barda Foca il Giovane, e le forze del generale ribelle Barda Sclero, che alla fine portò alla sconfitta e all'esilio di quest'ultimo. Le fonti non sono chiare sulla successione e l'ubicazione degli eventi, cosicché mentre gli studiosi precedenti seguivano Giovanni Scilitze nel collocare la battaglia di Pankaleia nel marzo 979 come la vittoria decisiva delle forze lealiste, oggi, seguendo il racconto di Leone il Diacono, essa è collocata nel giugno 978 e considerata una sconfitta per Foca.

## Fonti e ricostruzione degli eventi
Le fonti storiche sulla rivolta di Barda Sclero divergono sulla sequenza e sul luogo delle battaglie che la conclusero, una delle quali fu combattuta nella pianura di Pankaleia (in greco Παγκάλεια?), a nord-est di Amorio. La storia di Giovanni Scilitze, scritta alla fine dell'XI secolo, riporta che Sclero vinse una prima battaglia vicino ad Amorio, così come una seconda a Basilika Therma (l'odierna Sarıkaya), e che fu in un terzo scontro a Pankaleia che Foca trionfò. Secondo Scilitze, Foca era stato rinforzato con 12 000 cavalieri georgiani provenienti dal Tao grazie alla sua amicizia con il sovrano David III, ma il suo esercito iniziò nuovamente a cedere. Foca caricò quindi Sclero e lo affrontò in un duello, nel quale il generale ribelle rimase ferito e fuggì, seminando il panico tra i suoi uomini.
Lo scrittore Leone il Diacono, vissuto alla fine del X secolo, scrive invece che l'esercito lealista guidato da Barda Foca incontrò per la prima volta l'esercito di Sclero a Pankaleia e fu sconfitto, ma ottenne una vittoria decisiva in una seconda battaglia in un luogo non specificato. Altri autori forniscono ulteriori dettagli: anche Michele Psello racconta il duello tra i due generali nella battaglia decisiva, mentre lo storico arabo cristiano dell'inizio dell'XI secolo Yahya di Antiochia allude a due battaglie, indicando rispettivamente le date del 19 giugno 978 e del 24 marzo 979. Ciò che è indiscutibile è che, dopo la sconfitta, Sclero fuggì dal suo alleato arabo, l'emiro hamdanide Abu Taghlib, e da lì cercò rifugio alla corte dei Buyidi a Baghdad, dove rimase per i successivi sette anni.
Sulla base di fonti georgiane, P.M. Tarchnichvili suggerì nel 1964 che la vittoria di Foca avvenne in un luogo chiamato “Sarvenis” in georgiano, che egli identificò come Aquae Saravenae (l'odierna Kırşehir), a nord di Cesarea, e che la terza battaglia di Sclitze (che colloca erroneamente Pankaleia vicino al fiume Halys, che corrisponde al sito di Kırşehir) è una miscela romanzata della prima e della seconda battaglia reali, opinione condivisa anche da John Forsyth nella sua edizione critica del 1977 della cronaca di Yahya in inglese. Secondo Catherine Holmes, il racconto di Sclitze, sebbene indubbiamente abbellito, si basa probabilmente su una fonte reale, dato il suo livello di dettaglio, ma alla fine “giudicare tra queste possibilità è praticamente impossibile” e l'unica cosa certa è che la decisiva battaglia finale ebbe luogo nel marzo del 979.
Gli studiosi precedenti, come George Finlay e George Ostrogorsky, accettavano generalmente la versione di Giovanni Scilitze, secondo cui la decisiva battaglia finale tra Sclero e Foca si svolse a Pankaleia nel marzo 979, talvolta definita la “seconda” battaglia di Pankaleia, a seconda che la prima battaglia tra i due generali vicino ad Amorio fosse considerata o meno avvenuta nello stesso luogo. Gli studiosi moderni, invece, hanno adottato una diversa ricostruzione degli eventi, con una prima battaglia avvenuta a Pankaleia nel giugno 978, una seconda battaglia avvenuta in un momento imprecisato a Basilika Therma a Charsianon più tardi in autunno/inverno, e con la terza e decisiva battaglia avvenuta a Sarvenis nel marzo 979.